# Friedrich Traun
Friedrich Adolf "Fritz" Traun (Wandsbeck, 24 november 1873 – Hamburg, 11 juli 1908) was een tennisspeler en atleet uit Duitsland.
Traun nam tijdens de Olympische Zomerspelen 1896 deel aan tennis en atletiek. Bij de atletiek nam hij deel aan de 100 en 800 m; op beide afstanden strandde hij in de series. Bij het tennis werd hij in het enkelspel uitgeschakeld in de eerste ronde, in het dubbelspel won hij aan de zijde van de Brit John Pius Boland de gouden medaille. Deze medaille is door het IOC toegekend aan het gemengd team, omdat de beide deelnemers uit een ander land afkomstig waren.